# Östhamra
Östhamra est une localité de Suède dans la commune de Norrtälje située dans le comté de Stockholm.
Sa population était de 255 habitants en 2010.